# Xyletobius mimus
Xyletobius mimus là một loài bọ cánh cứng thuộc họ Ptinidae.